# Sacerdote de Anubis

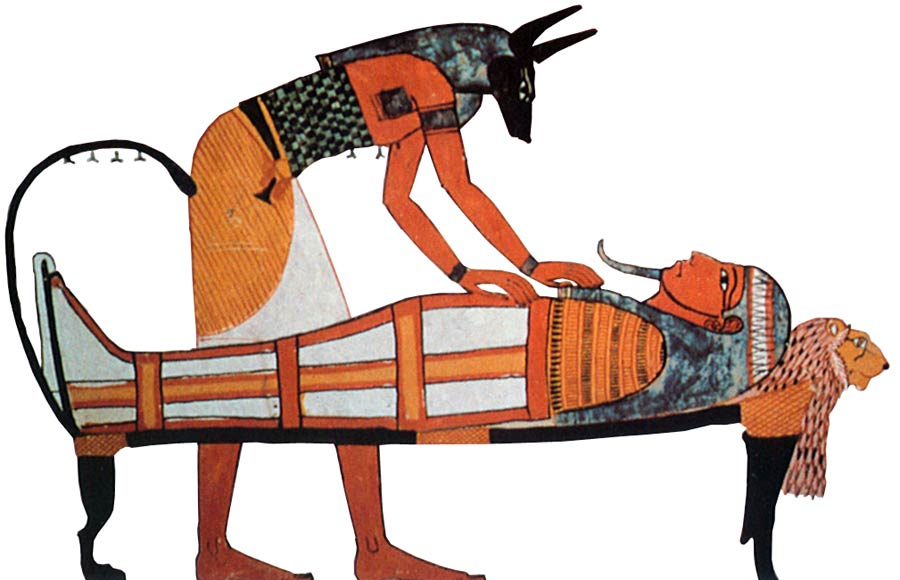
Anubis dando la vida eterna a una momia.

Los sacerdotes de Anubis, stm (sem), se ocupaban de la momificación y oficiaban las ceremonias fúnebres en el antiguo Egipto portando máscaras de perro, o chacal, durante sus ritos. Según Juvenal, se afeitaban la coronilla.
La momificación se realizaba en lugares especialmente montados para este propósito, y había distintos procedimientos según la importancia y los recursos del muerto. Durante el proceso se repetían invocaciones y rituales, y después de la momificación los sacerdotes de Anubis acompañaban al fallecido hasta la tumba por un camino ceremonial, que en el caso de los faraones se construía ex profeso. A la entrada de la tumba (aunque el lugar podía ser otro) y sobre una estatua o la propia momia, el sacerdote realizaba la ceremonia de Apertura de la boca y los ojos, cuya finalidad era devolverle la capacidad de moverse, hablar y comer en la otra vida. Tras purificar el lugar se hacía lo mismo con los asistentes:
- El Kher-heb o el sacerdote principal y los demás sem, si los hubiese, como representantes de Anubis,
- El Smer o representante del fallecido, generalmente un amigo,
- El Sa-mer-ef, hijo del difunto,
- El Menhu, la persona que hacía el sacrificio,
- Un número indeterminado de asistentes que representaban a Isis, Neftis y a la guardia de Horus.

A continuación la momia era acompañada a su cámara funeraria y se sellaba el lugar, donde ya se había dejado el ajuar necesario para la otra vida.
Anubis se encontraba entre las más antiguas deidades de la mitología egipcia y su papel evolucionó conforme se transformaron los mitos, pasando de ser el principal dios de la Duat a desempeñar el cargo de juez de los muertos cuando Osiris tomó el primer puesto.
La asociación de Anubis con los perros o chacales probablemente surge debido a que estos merodeaban habitualmente cerca de los cementerios.